# Diecéze gapská
Diecéze gapská (-embrunská) (lat. Dioecesis Vapincensis (-Ebrodunensis), franc. Diocèse de Gap et d'Embrun) je francouzská římskokatolická diecéze, založená v 5. století. Leží na území departementu Hautes-Alpes. Sídlo biskupství a katedrála Notre-Dame-et-Saint-Arnoux de Gap se nachází ve městě Gap. Diecéze je součástí marseillské církevní provincie.

## Historie
Biskupství bylo ve městě Gap založeno v průběhu 3. století. Podobně jako mnoho dalších francouzských diecézí byla i diecéze gapská v důsledku konkordátu z roku 1801 dne 29. listopadu 1801 zrušena a její území bylo včleněno do diecézí digneské a Grenoble. K obnovení diecéze došlo 6. října 1822 bulou papeže Pia VII.
Dne 8. prosince 2002 se diecéze stává sufragánem marseillské arcidiecéze; do té doby byla sufragánní diecézí arcidiecéze aixské.
K 31. prosinci 2007 byl změněn název diecéze na Gap-Embrun; arcidiecéze embrunská byla starobylá arcidiecéze, založená ve 4. století, zrušená také v důsledku konkordátu z roku 1801 (její území bylo nejprve včleněno do území diecéze digneské, následně do diecéze gapské).

## Zjevení Panny Marie v Laus

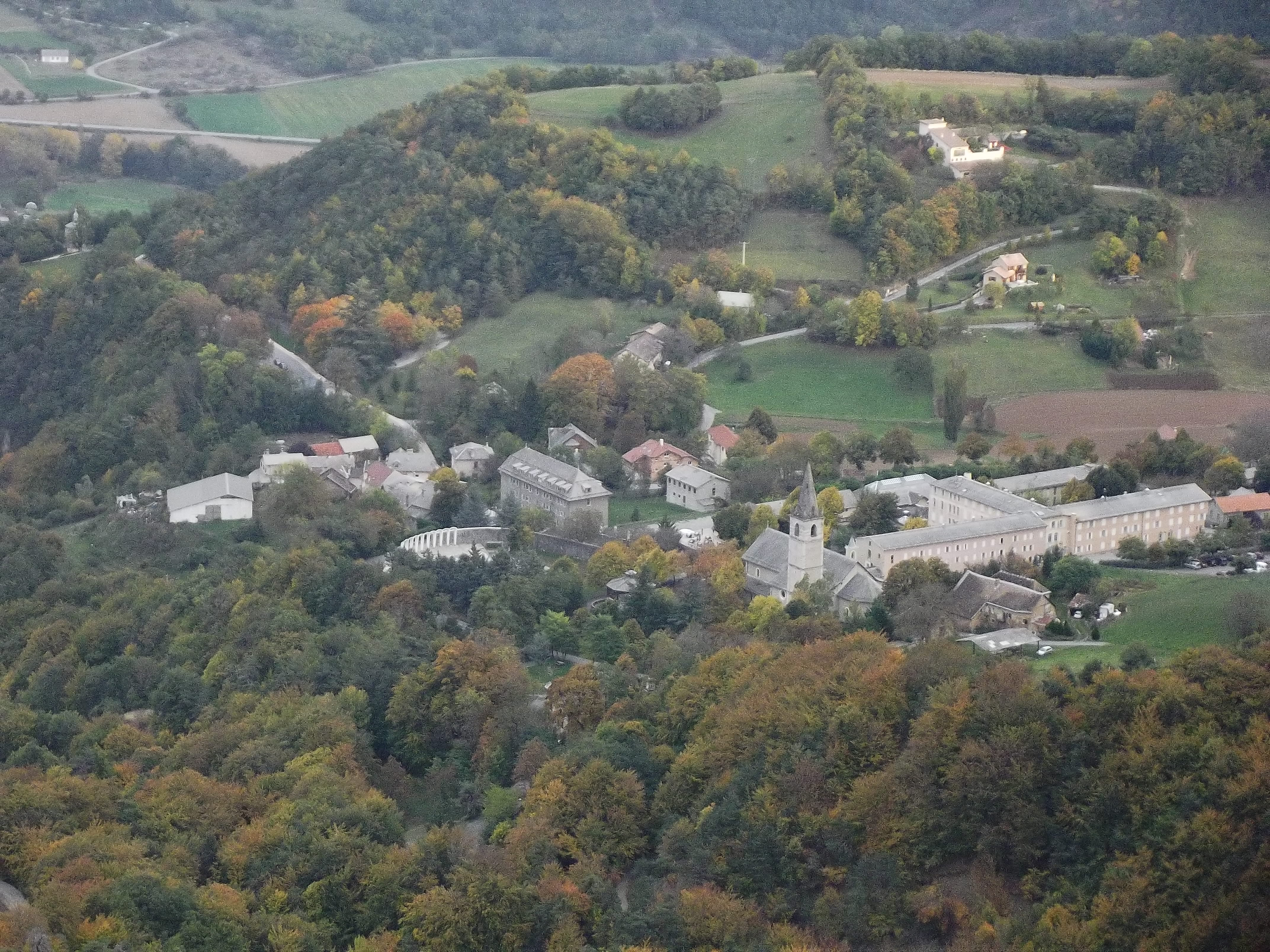
Svatyně Panny Marie s přilehlou vesničkou

V roce 2008 Jean-Michel Di Falco, biskup gapský potvrdil na diecézní úrovni mariánská zjevení v Laus, které se na přelomu 17. a 18. století udály Benediktě Rencurelové. Papež Benedikt XVI. tato zjevení v roce 2009 potvrdil, a prohlásil Benediktu za ctihodnou.
Na území gapské diecéze se nachází poutní místo Svatyně Panny Marie z Laus s bazilikou Panny Marie.

## Sídelní biskup
Od 18. listopadu 2017 je diecézním biskupem Mons. Malle, který v úřadu nahradil Mons. di Falco.